# Plebejus subsolanus
Plebejus subsolanus is een vlinder uit de familie van de Lycaenidae. De wetenschappelijke naam van de soort is voor het eerst geldig gepubliceerd in 1851 door Eversmann. De soort komt voor in het oosten van Azië.

## Synoniemen
- Lycaena imanishii Takeuchi, 1936

## Ondersoorten
- Plebejus subsolanus subsolanus
  - = Lycaena argus var. montanus Yagi, 1915
- Plebejus subsolanus ida (Grum-Grshimailo, 1891)
- Plebejus subsolanus myokoensis (Murayama, 1969)
- Plebejus subsolanus qiliashanus Murayama
- Plebejus subsolanus sifanica (Grum-Grshimailo, 1891)
- Plebejus subsolanus togakusiensis (Murayama, 1964)
- Plebejus subsolanus yagina Strand, 1922
  - = Lycaena asamensis Matsumura, 1929[2]